# Erastus Corning (Politiker, 1909)

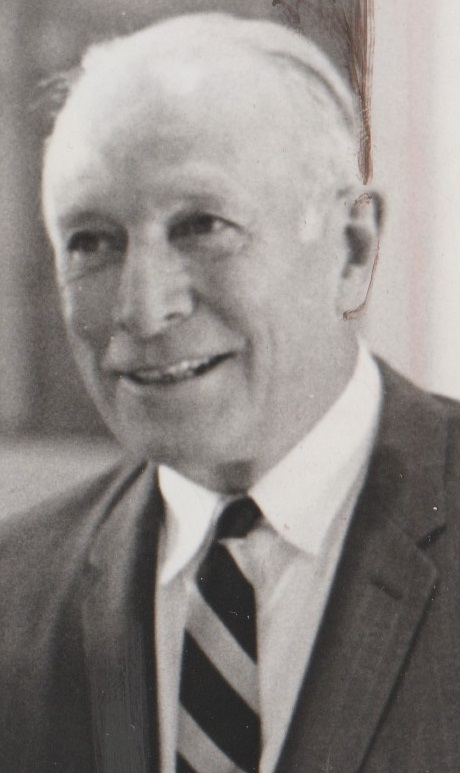
Erastus Corning (1969)

Erastus Corning 2nd (* 7. Oktober 1909 in Albany, New York; † 28. Mai 1983 in Boston, Massachusetts) war ein US-amerikanischer Politiker. Er war Mitglied der Demokratischen Partei und war von 1942 bis zu seinem Tod im Jahr 1983 der 72. Bürgermeister von Albany.

## Leben
Erastus Corning 2nd wurde als Sohn des Geschäftsmannes Edwin Corning und dessen Ehefrau Louise, geborene Maxwell, in Albany geboren. Er ist ein Urenkel der Politiker Erastus Corning und Amasa J. Parker und ein Neffe des Unternehmers Parker Corning. Außerdem war er mit dem Rechtsanwalt Amasa J. Parker, Jr. verwandt. Corning hatte einen jüngeren Bruder und zwei jüngere Schwestern. Erastus Corning besuchte die Albany Academy und Groton School und graduierte mit einem Bachelor of Arts an der Yale University.
Nach dem Ende seines Studiums arbeitete Corning für ein Versicherungsunternehmen und stieg 1936 in die Politik ein, als er Mitglied der New York State Assembly wurde. Von 1937 bis 1941 repräsentierte Corning dem 30. Bezirk im Senat von New York. Am 1. August 1941 trat Corning von diesem Amt zurück, um sich für das Amt des Bürgermeisters seiner Heimatstadt Albany zu bewerben. Im November des gleichen Jahres wurde er gegen den Republikaner Benjamin R. Hoff zum Bürgermeister gewählt, das Amt trat Corning zum 1. Januar 1942 an.
Nachdem Corning vor Beginn des Zweiten Weltkrieges als einsatzunfähig eingestuft worden war, wurde diese Einschätzung im Jahr 1944 geändert und Corning trat der United States Army bei. Während seines Wehrdienstes wurde das Bürgermeisteramt kommissarisch von Stadtratsmitglied Frank Harris übernommen. Während seiner Militärausbildung war Corning als Infanterist auf dem Militärstützpunkt Fort Dix in New Jersey und später in Camp Blanding in Florida stationiert. Er wurde dem 38. Infanterieregiment zugeordnet und kam ab Oktober 1944 in Frankreich zum Einsatz, wo seine Division überwiegend für die Unterstützung zum Wiederaufbau der befreiten Dörfer zuständig war. Anfang 1945 nahm er an der Ardennenoffensive teil. Im Herbst 1945 kehrte Corning nach Albany zurück und nahm sein Amt als Bürgermeister wieder auf. Zu seinen militärischen Auszeichnungen gehörten unter anderem das Combat Infantryman Badge, die Bronze Star Medal, die World War II Victory Medal und die Good Conduct Medal.
Im Jahr 1946 bewarb sich Erastus Corning für die Gouverneurswahl in New York als Vizegouverneur unter James M. Mead, der jedoch gegen den Amtsinhaber Thomas E. Dewey unterlag. Als Bürgermeister wurde Corning insgesamt zehnmal wiedergewählt, meist war er jedoch der einzige Kandidat. 1973 wurde er nur knapp gegen Carl Touhey in seinem Amt bestätigt. 1977 gewann Corning die parteiinterne Vorwahl gegen den Senator Howard C. Nolan Jr. durch. Seine letzte Wiederwahl erfolgte im Jahr 1981 gegen Charles Touhey.
Erastus Corning war von 1932 bis zu seinem Tod mit Elizabeth Norris Platt verheiratet und hatte mit dieser einen Sohn und eine Tochter. Corning, der nach seinem Urgroßvater benannt ist, bezeichnete sich selbst im Gegensatz zu den üblichen Zusätzen II oder Jr. als Erastus Corning 2nd. Während seiner letzten beiden Amtszeiten war Corning gesundheitlich stark angeschlagen, er starb am 28. Mai 1983 im Boston Medical Center an Multiorganversagen. Sein Amt wurde zunächst vorübergehend von Thomas Michael Whalen III übernommen, der später zum Bürgermeister gewählt wurde. Corning ist auf dem Albany Rural Cemetery bestattet.

## Sonstiges
Der Erastus Corning Tower in Albany, mit einer Höhe von 180 Metern der größte Wolkenkratzer des Staates New York außerhalb von New York City wurde 1983 nach Corning benannt. Die niederländische Königin Wilhelmina verlieh Corning für seinen Einsatz um den Wiederaufbau der Stadt Nijmegen nach dem Zweiten Weltkrieg den Orden von Oranien-Nassau.